# Přednáška

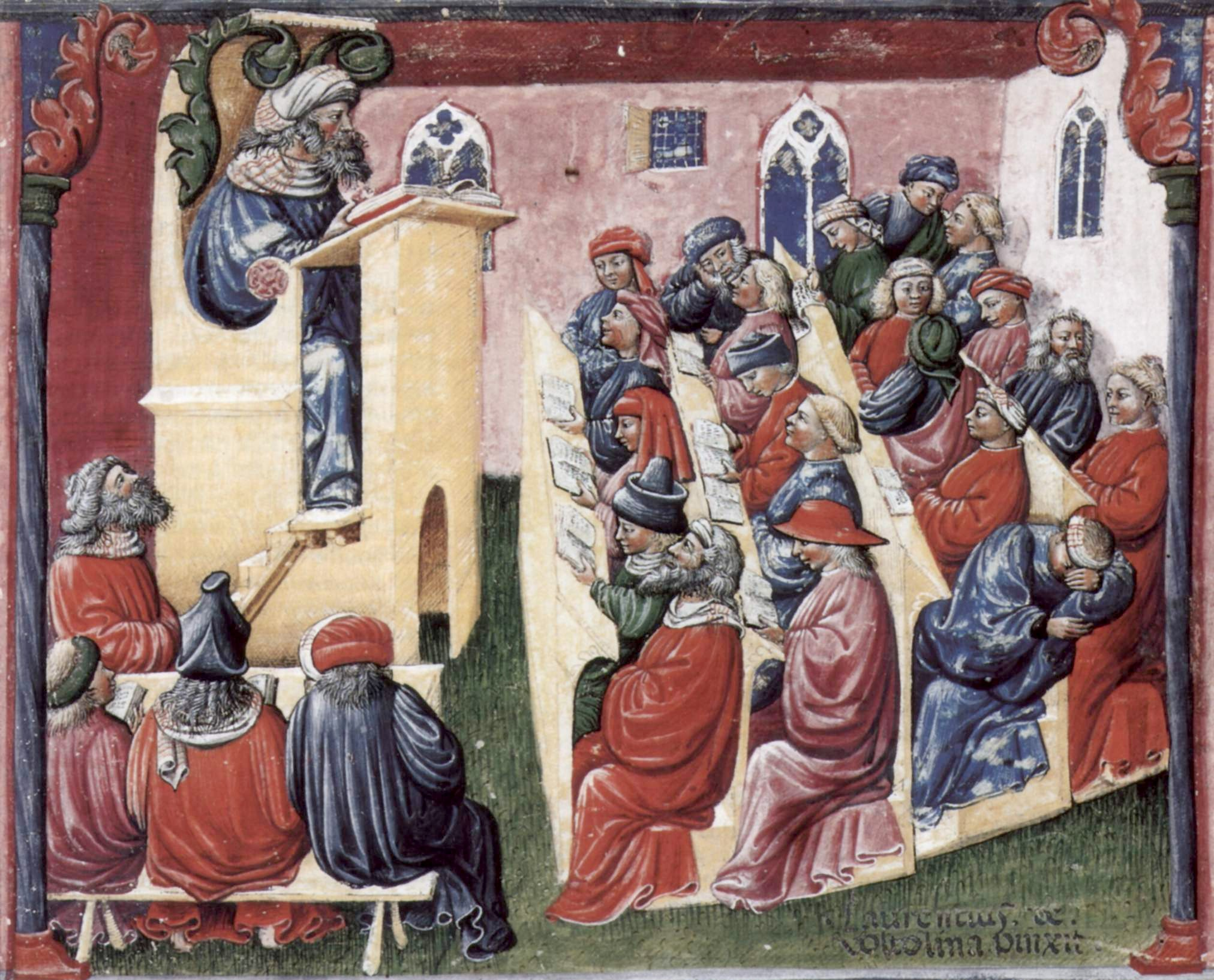
Přednáška na Boloňské univerzitě v polovině 14. století. Přednášející čte text na pultíku, zatímco studenti vzadu spí

Přednáška je mluvený výklad určitého tématu, který přednášející prezentuje ve stanoveném čase určitému publiku. Jde o jednostranný přenos informací, interaktivita není příliš žádoucí, neboť by narušila původní plán. Kvůli ekonomičnosti se často pořádá pro velké publikum, což znemožňuje se individuálně věnovat dotazům či vést debatu s posluchači. Nevýhodou této formy vzdělávání je pak pasivita posluchačů. Mluvený projev může doprovázet prezentace. Přednášející předpokládá určitou znalost tématu již před přednáškou. Závěr přednášky bývá určen ke kladení otázek. Přednášky se používají jako jedna z forem výuky na vysokých školách. Forma se liší dle kultur. V anglosaských zemích přednášky doprovází diskuse a přednášející ji moderuje. Ve východní Asii je učitel vnímán jako autorita a přednášky tak bývají monotónní.